# Station Nootdorp Oost
Station Nootdorp Oost is een voormalig spoorwegstation in het Nederlandse dorp Nootdorp, aan de Hofpleinlijn. Het station was gelegen bij de overweg in de 's Gravenweg.
Station Nootdorp Oost werd geopend op 1 oktober 1908. Het stationsgebouw, dat heeft bestaan van 1918 tot 1987, diende voor de stationsdienst en had tevens een functie als woning.
Het station werd gesloten op 15 mei 1938. Op de plaats van het voormalige station is in 2006 de halte Nootdorp van RandstadRail geopend.
0: Rotterdam Hofplein ·
1: Rotterdam Bergweg ·
3: Rotterdam Kleiweg (eerder: Schiebroek) ·
4: Rotterdam Wilgenplas ·
5: Berkel en Rodenrijs (eerder: Rodenrijs) ·
6: Berkel ·
8: Pijnacker ·
11: Nootdorp Oost ·
15: Veenweg ·
17: Leidschendam-Voorburg ·
19: Voorburg 't Loo ·
20: Den Haag Laan van NOI ·
22: Den Haag HS ·
22: Den Haag Centraal
Traject naar Scheveningen: 
23: Wassenaar ·
24: Renbaan-Achterweg ·
26: Waalsdorpscheweg ·
27: Wittebrug-Pompstation ·
28: Scheveningen